# Dirección General de Estadística, Encuestas y Censos
La Dirección General de Estadística, Encuestas y Censos (DGEEC) - Direcció General d'Estadística, Enquestes i Cens en català - és la institució de l'estat paraguaià encarregada de generar, sistematitzar, analitzar i difondre la informació estadística i cartogràfica del Paraguai. D'entre les seves responsabilitats hi ha la direcció tècnica sobre tot el treball estadístic, sigui quina sigui la seva forma, finalitat i dependència governamental, segons el que estableix l'article 1, apartat (a). La seu central és a la ciutat de Fernando de la Mora, que pertany al conglomerat urbà de Gran Asunción.